# Archaío Limáni
Archaío Limáni (Archaio Limani) är en ort i Grekland.   Den ligger i prefekturen Nomós Korinthías och regionen Peloponnesos, i den sydöstra delen av landet, 70 km väster om huvudstaden Aten. Archaío Limáni ligger 1 meter över havet och antalet invånare är 979.
Terrängen runt Archaío Limáni är kuperad söderut, men österut är den platt. Havet är nära Archaío Limáni norrut.Runt Archaío Limáni är det ganska tätbefolkat, med 100 invånare per kvadratkilometer. Närmaste större samhälle är Korinth, 5,2 km öster om Archaío Limáni. 